# Canon taoísta
El Dao Zang, Tao Tzang (道藏, Tesoro del Tao) o Canon taoísta es un texto sagrado formado por unos cinco mil textos individuales, compilados en torno al año 400 (y más recientemente, del Libro de Zhuangzi y del Tao Te King). Fueron recogidos por un monje taoísta del periodo, con el fin de unir todo el patrimonio filosófico y religioso del taoísmo, incluso comentarios y exposiciones de varios maestros sobre las enseñanzas originales del Tao Te King y del Zhuangzi.
El texto está dividido en tres secciones, que respetan las divisiones del Tipitaka budista. Estas tres divisiones están respectivamente dedicadas a la técnicas meditativas, a los rituales y a los exorcismos. Las tres secciones corresoponden a tres niveles de iniciación de un daoshi, un presbítero taoísta, van, de hecho, de la iniciación de nivel básico, el exorcismo, a la de nivel más alto, la meditación.
- Datos: Q1141990
- Multimedia: Daozang / Q1141990